# Gouvernement Homans
Communauté flamande et Région flamande
Bourgeois Jambon
Le gouvernement Liesbeth Homans est un gouvernement flamand tripartite composé :
- des nationalistes flamands de la N-VA,
- des démocrates-chrétiens du CD&V
- et des libéraux de Open VLD

Il succède de facto, le 2 juillet 2019, au gouvernement Geert Bourgeois, à la suite des élections européennes du 26 mai 2019 et le départ de Geert Bourgeois au parlement européen. Il s'agit d'un gouvernement de transition en attendant la mise en place du gouvernement Jambon.  
Liesbeth Homans, la ministre-présidente de ce gouvernement, est la première femme à occuper ce poste.  

## Composition
Le Gouvernement flamand se compose comme suit :
| Image | Poste | Titulaire           | Durée                                                            |  | Parti    |
| ----- | --- | ------------------- | ---------------------------------------------------------------- |  | -------- |
|       | Ministre-présidente Politique extérieure et Patrimoine immobilier, Affaires intérieures, Intégration civique, Logement, Égalité des chances et Lutte contre la Pauvreté | Liesbeth Homans     | 2 juillet 2019 – 2 octobre 2019                                  |  | N-VA     |
|       | Vice-Ministre-présidente Enseignement | Hilde Crevits       | 2 juillet 2019 – 2 octobre 2019                                  |  | CD&V     |
|       | Ministre Budget, Finances et Énergie | Lydia Peeters       | 2 juillet 2019 – 2 octobre 2019                                  |  | Open Vld |
|       | Vice-Ministre-président (jusqu'au 18 juillet 2019) Culture, Médias, Jeunesse (jusqu'au 18 juillet 2019) et Bruxelles                                                    | Sven Gatz           | 2 juillet 2019 – 18 juillet 2019 2 juillet 2019 – 2 octobre 2019 |  | Open Vld |
|       | Ministre Bien-être, Santé et Famille | Jo Vandeurzen       | 2 juillet 2019 – 2 octobre 2019                                  |  | CD&V     |
|       | Vice-Ministre-président Mobilité et Travaux publics, Périphérie bruxelloise, Tourisme et Bien-être animal                                                               | Ben Weyts           | 2 juillet 2019 – 2 octobre 2019                                  |  | N-VA     |
|       | Ministre Emploi, Économie, Innovation et Sport | Philippe Muyters    | 2 juillet 2019 – 2 octobre 2019                                  |  | N-VA     |
|       | Ministre Environnement, Nature et Agriculture | Koen Van den Heuvel | 2 juillet 2019 – 2 octobre 2019                                  |  | CD&V     |